# Fritz Odemar
Fritz Otto Emil Odemar (né le 31 janvier 1890 à Hanovre, mort le 6 mai 1955 à Munich) est un acteur allemand.

## Biographie
Fritz Odemar est le fils de l'acteur Fritz Odemar senior (de son vrai nom Karl Julius Friedrich Odemar) et de son épouse Anna Emma Charlotte Tiedemann. Fritz Odemar commence sa carrière en 1909 au théâtre de Münster. Il va ensuite à Mannheim, à Francfort puis dans des théâtres de Berlin comme le Berliner Komödie ou le Deutsches Theater. Odemar travaille sous la mise en scène de Gustaf Gründgens ou Heinz Hilpert.
Au cinéma, il apparaît dans 130 films, le plus souvent il incarne des hommes d'importance comme des aristocrates ou des diplomates.
Après la Seconde Guerre mondiale, il joue à la Kleine Komödie de Munich. Son dernier rôle au cinéma est Ludwig von der Tann-Rathsamhausen dans Louis II de Bavière.
Il épouse l'actrice Erika Nymgau et est le père de l'acteur et réalisateur Erik Ode.

## Filmographie sélective
- 1927 : Der fröhliche Weinberg
- 1928 : Crise
- 1930 : Zwei Krawatten
- 1930 : Scandale autour d'Éva
- 1930 : Rêve de Vienne
- 1930 : 1914, fleurs meurtries
- 1931 : L'Homme qui cherche son assassin
- 1931 : M le maudit
- 1931 : Le Capitaine de Köpenick
- 1931 : Der Raub der Mona Lisa
- 1932 : Schuß im Morgengrauen d'Alfred Zeisler
- 1932 : Quick
- 1932 : Grün ist die Heide
- 1932 : Strich durch die Rechnung
- 1933 : Salon Dora Green
- 1933 : Das Schloß im Süden
- 1933 : Ein Unsichtbarer geht durch die Stadt
- 1933 : Viktor und Viktoria
- 1934 : Zwischen zwei Herzen
- 1934 : Der Doppelgänger
- 1934 : Fürst Woronzeff d'Arthur Robison
- 1934 : Ich heirate meine Frau
- 1934 : Die englische Heirat
- 1934 : Ein Walzer für dich
- 1934 : Peer Gynt
- 1935 : Les Deux Rois
- 1935 : Lady Windermeres Fächer
- 1935 : L'Auberge du Cheval-Blanc
- 1935 : Familie Schimek
- 1936 : Rendezvous in Wien
- 1936 : Ein seltsamer Gast
- 1936 : Ein Lied klagt an
- 1936 : Der Hund von Baskerville
- 1937 : Togger
- 1937 : Die Stimme des Herzens
- 1937 : Heimweh
- 1937 : Das große Abenteuer
- 1937 : Der Biberpelz (en)
- 1937 : Serenade
- 1938 : L'Énigme de Beate
- 1938 : Frühlingsluft
- 1938 : Der Fall Deruga
- 1938 : Spaßvögel
- 1939 : Der arme Millionär
- 1939 : Kitty et la conférence mondiale
- 1940 : L'Habit fait le moine
- 1940 : Der Herr im Haus
- 1941 : Blutsbrüderschaft
- 1941 : Carl Peters
- 1941 : Hauptsache glücklich
- 1941 : L'Heure des adieux (en)
- 1941 : Familienanschluß
- 1942 : Einmal der liebe Herrgott sein
- 1943 : Le Roi du cirque
- 1945 : Spuk im Schloß
- 1945 : Le Cas Molander
- 1945 : Der Millionär
- 1947 : Film ohne Titel
- 1948 : Die Zeit mit Dir
- 1949 : Begegnung mit Werther
- 1949 : Artistenblut
- 1949 : Wer bist Du, den ich liebe?
- 1952 : La Voleuse de Bagdad (Die Diebin von Bagdad)
- 1954 : Louis II de Bavière

## Source de la traduction
- (de) Cet article est partiellement ou en totalité issu de l’article de Wikipédia en allemand intitulé « Fritz Odemar » (voir la liste des auteurs).